# Florentin Pham-Huy
Florentin Pham-Huy (n. 2 martie 1997, București, România) este un fotbalist român de origine vietnameză, ce evoluează pe postul de fundaș stânga la echipa FCSB II în Liga a IV-a București.

## Carieră

### Juventus București
Pham-Huy a început fotbalul în 2006, la loturile de juniori ale echipei Juventus București, iar din 2014, din postura de junior al echipei, a bifat și primele prezențe la naționala U-17 a României.

### Steaua București
După 8 ani petrecuți la centrul de copii și juniori al clubului Juventus București, Pham-Huy a beneficiat de încrederea antrenorului de la Steaua București la acea vreme, Costel Gâlcă, care îl cunoștea de la naționala U17, unde i-a fost antrenor. Astfel, acesta a devenit primul transfer efectuat de tehnician la Steaua, semnând un contract până în 2020. Acesta a debutat în tricoul Stelei pe 19 iulie 2014, împotriva Rapidului în Cupa Ligii, într-o partidă câștigată de steliști cu 2-1. În prezent, el este împrumutat în eșalonul secund, la FC Clinceni.

## Viața personală
Pham-Huy este născut dintr-un tată vietnamez și mamă româncă. Acesta a declarat că deși tatăl său este vietnamez, el se simte 90% român, și că își dorește ca pe viitor să reprezinte naționala României la un campionat mondial.

## Statistici
| Club             | Sezon         | Ligă    | Ligă   | Cupă    | Cupă   | Cupa Ligii | Cupa Ligii | Europa  | Europa | Altele  | Altele | Total   | Total  | Total |
| Club             | Sezon         | Meciuri | Goluri | Meciuri | Goluri | Meciuri    | Goluri     | Meciuri | Goluri | Meciuri | Goluri | Meciuri | Goluri |       |
| ---------------- | ------------- | ------- | ------ | ------- | ------ | ---------- | ---------- | ------- | ------ | ------- | ------ | ------- | ------ | ----- |
| Steaua București | 2014–15       | 0       | 0      | 0       | 0      | 2          | 0          | 0       | 0      | 0       | 0      | 2       | 0      |       |
| Total            | Total         | 0       | 0      | 0       | 0      | 2          | 0          | 0       | 0      | 0       | 0      | 2       | 0      |       |
| FC Clinceni      | 2015–16       | 1       | 0      | 0       | 0      | -          | -          | -       | -      | -       | -      | 1       | 0      |       |
| Total            | Total         | 1       | 0      | 0       | 0      | -          | -          | -       | -      | -       | -      | 1       | 0      |       |
| Total Carieră    | Total Carieră | 1       | 0      | 0       | 0      | 2          | 0          | 0       | 0      | 0       | 0      | 3       | 0      |       |

## Trofee

### Club
- Steaua București:
  - Liga I: 2014–2015
  - Cupa României: 2014–2015
  - Cupa Ligii: 2014-2015

1. ↑  Florentin Pham-Huy, As
2. ↑  Florentin Pham-Huy, Transfermarkt, accesat în 9 octombrie 2017